# SK Slavia Prag
SK Slavia Prag (Sportovní klub Slavia Praha) är en tjeckisk sportklubb. Klubben bildades 1892 som ACOS (Akademický cyklistický odbor Slavie) i huvudstaden Prag, där klubben fortfarande har sin verksamhet. 
Klubben är mest känd för sitt fotbollslag (SK Slavia Prag) och sitt ishockeylag (HC Slavia Prag), men har verksamhet inom: amerikansk fotboll (lagnamn: Prague Black Panthers), basketboll (BC Slavia Praha), bågskytte (SK Slavia Praha), cykling (KC Slavia Praha), friidrott (ASK Slavia Praha), handboll (DHC Slavia Praha), inlinehockey (IHC Slavia Praha), kanot (KK Slavia Praha), lacrosse (LC Slavia Praha), landhockey (SK Slavia Praha), orientering (OOB Slavia Praha), rodd (VK Slavia Praha), rugby (RC Slavia Praha), simhopp (SK Slavia Praha), simning (SK Slavia Praha), tennis (TK Slavia Praha), vattenpolo (SK Slavia Praha), volleyboll (SK Slavia Praha) och parasport (SK Slavia Praha OZP) på programmet. Många av verksamheterna har sina anläggningar i stadsdelen Eden

## Fotboll
Fotbollssektionen kallas även den SK Slavia Prag. Tillsammans med ärkerivalen Sparta Prag är man den mest traditionella klubben i landet. Man har blivit tjeckiska mästare 13 gånger och tjeckoslovakiska mästare 9 gånger. Klubben har också vunnit Mitropa Cup - en cup som spelas mellan lag från centraleuropa.
Största framgången internationellt på senare år är att man lyckades kvalificera sig för gruppspelet i Uefa Champions League för första gången när man gjorde det säsongen 2007/2008. Där gick det dock inget vidare, och efter att bland annat förlorat med 7-0 borta mot Arsenal slutade man näst sist i sin grupp vilket innebar att man endast fick spela vidare i Uefacupen.

## Spelare

### Spelartrupp
| Nr | Land     | Pos | Namn                  |
| -- | -------- | --- | --------------------- |
| 1  | Tjeckien | MV  | Ondřej Kolář          |
| 2  | Tjeckien | F   | Štěpán Chaloupek      |
| 3  | Tjeckien | F   | Tomáš Holeš           |
| 4  | Tjeckien | F   | David Zima            |
| 5  | Nigeria  | F   | Igoh Ogbu             |
| 9  | Tjeckien | A   | Vasil Kušej           |
| 10 | Grekland | MF  | Christos Zafeiris     |
| 11 | Tjeckien | A   | Daniel Fila           |
| 12 | Senegal  | F   | El Hadji Malick Diouf |
| 13 | Tjeckien | A   | Mojmír Chytil         |
| 14 | Kamerun  | F   | Simion Michez         |
| 16 | Nigeria  | MF  | David Moses           |
| 17 | Tjeckien | MF  | Lukáš Provod          |
| 18 | Tjeckien | F   | Jan Bořil             |
| 19 | Liberia  | MF  | Oscar Dorley          |

| Nr | Land      | Pos | Namn                |
| -- | --------- | --- | ------------------- |
| 20 | Grekland  | MF  | Giannis Fivos Botos |
| 21 | Tjeckien  | MF  | David Douděra       |
| 22 | Tjeckien  | MF  | Lukáš Vorlický      |
| 24 | Tjeckien  | MV  | Aleš Mandous        |
| 25 | Tjeckien  | A   | Tomáš Chorý         |
| 26 | Slovakien | A   | Ivan Schranz        |
| 27 | Tjeckien  | F   | Tomáš Vlček         |
| 28 | Tjeckien  | MF  | Filip Prebsl        |
| 29 | Liberia   | MF  | Divine Teah         |
| 31 | Tjeckien  | MV  | Jakub Markovič      |
| 32 | Tjeckien  | MF  | Ondřej Lingr        |
| 33 | Tjeckien  | F   | Ondřej Zmrzlý       |
| 36 | Tjeckien  | MV  | Jindřich Staněk     |
| 46 | Tjeckien  | F   | Mikuláš Konečný     |
| 48 | Tjeckien  | F   | Dominik Pech        |

#### Kända spelare
- Josef Bican
- Vladimír Šmicer
- Karel Poborský
- Patrik Berger
- Stanislav Vlček
- David Jarolím
- Lukáš Jarolím

## Ishockey
HC Slavia Prag spelar i högsta divisionen och blev tjeckiska mästare 2003.

## Volleyboll
Damvolleybollsektionen grundades 1933. Klubben blev tjeckoslovakisk mästare fyra gånger (1958/1959, 1961/1962, 1962/1963 och 1964/1965). Laget kom tvåa i dåvarande CEV Cup 1988 (numera kallas tävlingen CEV Challenge Cup, medan nuvarande CEV Cup tidigare kallades cupvinnarecupen). Sedan Tjeckien blev självständigt har de som bäst kommit tvåa i Extraliga. Klubben drog sig av ekonomiska skäl ur högsta serien efter säsongen 2013/2014